# Oskar Fischinger
Oskar Fischinger (født 22. juni 1900 i Gelnhausen, Hesse, død 31. januar 1967) var en tysk og senere amerikansk, filminstruktør og kunstmaler.
Efter sin eksamen som maskiningeniør lærte han i 1921 filminstruktøren Walter Ruttmann at kende, og derefter begyndte han at interessere sig for animation. Fischinger udviklede flere forskellige animationstekniker og blev en ledende figur indenfor den abstrakte film. Ud over sine egne kortfilm, stod han bl.a. for specialeffekter i Fritz Langs science fiction-film, Måneraketten fra 1929.
I februar 1936 flyttede han til Hollywood, og arbejdede kortvarigt for flere forskellige filmstudier. Han havde dog vanskeligheder med det engelske sprog og sit temperament, så han helligede sig først og fremmest til maleriet da han var i Amerika, men det lykkedes ham også at lave nogle kortfilm.

## Filmografi
- Stomlinien (1921-1922)
- Wachsexperimente (1923-1927)
- Studien 1-4 (1921-25)
- Spiralen(1926)
- R-1 Ein Formspiel (1927)
- Seelische Konstruktionen (1927)
- München-Berlin Wanderung (1927-29)
- Studie Nr. 2 (1929)
- Studie Nr. 3 (1930)
- Studie Nr. 4 (1930)
- Studie Nr. 5 (1930)
- Studie Nr. 6 (1930)
- Studie Nr. 7 (1930-31)
- Studie Nr. 8 (1931)
- Studie Nr. 9 (1931)
- Studie Nr.12 (1932)
- Kreise (1933)
- Studie Nr.13 (1933/34)
- Muratti greift ein (1934)
- Komposition in Blau (1935)
- Muratti Privat (1935)
- Allegretto (1936)
- American March (1941)
- Organic Fragment (1941)
- Mutoscope Reels (1945)
- Motion Painting Nr. 1 (1947)
- Muntz TV Commercial (1952)

## Yderligere læsning
- Moritz, William (1976). "The Importance of Being Fischinger". Ottawa International Animated Film Festival (program). (engelsk)
- "Oskar Fischinger". Biography. Fischinger Research collection. Center for Visual Music. (engelsk)
- Keefer, Cindy (2009). Raumlichtmusik - Early 20th Century Abstract Cinema Immersive Environments (pdf). Leonardo Electronic Almanac. (engelsk)
- Klein, Adrian Bernard (1937). Coloured Light An Art Medium (3rd udgave). London: The Technical Press. ASIN B000857J6K. General theoretical text, not specifically related to Fischinger (engelsk)
- Rimington, Alexander Wallace (1912). Colour-Music The Art Of Mobile Colour. Internet Archive. London: Hutchinson. ASIN B00085V3IU. General theoretical text, not specifically related to Fischinger (engelsk)